# Љубљана–дел (стара општина Мосте–Поље)
Љубљана-дел (словен. Ljubljana–del) је некадашње насељено место у саставу градске општине Љубљана, Средњесловенска регија, Словенија.

## Историја
До територијалне реорганизације у Словенији била је у саставу града Љубљане, односно старе општине Мосте-Поље. 1994. године насеље је укинуто и спојено са још четири насеља под називом Љубљана-дел у јединствено насеље Љубљана.

## Становништво
| 1991   |
| 67.611 |

Напомена: Године 1994. пет насеља под именом Љубљана-дел уједињено је у једно насеље Љубљана.